# Chiesa della Madonna delle Grazie (San Severo)
La chiesa della Madonna delle Grazie è una chiesa di San Severo (FG).
Edificata prima del XVI secolo, era grancia di San Severino. Nel 1606 fu affidata ai padri cappuccini, che la tennero fino al 1866 e poi dal 1934. L'attuale struttura architettonica neobarocca, a croce latina con due navate laterali, risale ai lavori di ristrutturazione compiuti tra il 1852 e il 1881. Nel 1937 fu elevata a chiesa parrocchiale e, per l'occasione, fu dotata di una nuova facciata di gusto neoromanico. Negli anni settanta l'interno, già rimaneggiato nel 1942, fu pesantemente semplificato, distruggendosi gran parte delle decorazioni pittoriche e a stucco e riducendo il grande altare maggiore in marmi policromi (1872) alla sola mensa. Restaurata nel 1998, la chiesa conserva alcune opere interessanti, come il dipinto settecentesco della Crocifissione, la statua della Madonna delle Grazie (1838) e quella di san Leonardo, di Gregorio Palmieri (1780).